# Claude Peter
Pour les articles homonymes, voir Peter.
Claude Peter, né le 19 décembre 1947 à Mulhouse et mort en 11 mai 2022, au Mans, est un joueur international de basket-ball français.

## Clubs
- 1965 - 1966 :  Mulhouse (Nationale 1)
- 1966 - 1980 :  Le Mans (Nationale 1)

## Sélections internationales
- 50 sélections en équipe de France.

## Palmarès
- Champion de France 1978 et 1979.